# Palester & Szymanowski: Kwartety smyczkowe
Palester & Szymanowski: Kwartety smyczkowe / String Quartets – album muzyki kameralnej w wykonaniu zespołu Apollon Musagète Quartett, prezentującego premierową rejestrację dwóch kwartetów smyczkowych Romana Palestra oraz „II Kwartet” Karol Szymanowskiego, pod którego wpływem pozostawał Palester. Płyta została wydana 16 listopada 2018 przez Fundację Uniwersytetu Warszawskiego. Nominacja do Fryderyka 2019 w kategorii «Album Roku Muzyka Kameralna».

## Lista utworów
- Karol Szymanowski (1877 – 1937): „II Kwartet smyczkowy” op. 56
  - 1 Moderato dolce e tranquillo
  - 2 Vivace, scherzando
  - 3 Lento
- Roman Palester (1907 – 1989): „II Kwartet smyczkowy” (1936)
  - 4 Lento espresivo
  - 5 Assai vivace
  - 6 Lento, molto espessico
  - 7 Vivace
  - 8 Presto
  - 9 Lento
- Roman Palester: „Kwartet smyczkowy” (1943/75)
  - 10 Allegro non troppo
  - 11 Molto vivace
  - 12 Molto lento
  - 13 Allegro giusto